# Etroplus canarensis
Etroplus canarensis är en fiskart som beskrevs av Day, 1877. Etroplus canarensis ingår i släktet Etroplus och familjen Cichlidae. IUCN kategoriserar arten globalt som starkt hotad. Inga underarter finns listade i Catalogue of Life.